# Serena (film)
Serena er en amerikansk-fransk dramafilm fra 2014 baseret på romanen af samme navn af den amerikanske forfatter Ron Rash. Instrueret af Susanne Bier med filmstjernerne Jennifer Lawrence og Bradley Cooper, der som nygifte driver en tømmervirksomhed i 1930'erne i North Carolina.

## Plot
Under Depression i North Carolina kæmper George Pemberton for at bevare hans tømmerimperium. Hans liv bliver mere kompliceret, når han finder ud af at hans kone, Serena, ikke kan føde børn.

## Cast
- Bradley Cooper som George Pemberton
- Jennifer Lawrence som Serena Pemberton (født Shaw)
- Rhys Ifans som Galloway
- Sean Harris som Campbell
- Toby Jones som Sheriff McDowell
- Sam Reid som Vaughn
- David Dencik som Buchanan
- Blake Ritson som Lowenstein
- Ned Dennehy som Ledbetter
- Charity Wakefield som Agatha
- Michael Ryan som Coldfield
- Kim Bodnia
- Ana Ularu som Rachel

## Produktion
Filmen skulle oprindeligt instrueres af Darren Aronofsky, med Angelina Jolie som titlekarakteren. Bier erstattede Aronofsky og blev den nye instruktør for filmen. Lawrence anbefalede Bradley Cooper til projektet. De havde arbejdet sammen tidligere på Silver Linings Playbook og det var gået så godt at de ofte talte om at arbejde sammen igen i fremtiden. Da Lawrence læste manuskriptet til Serena, sendte hun en kopi til Cooper og spurgte, om han ville gøre det med hende. Han var enig og Susanne Bier castede ham som George Pemberton.
Dette er det tredje projekt som er stjernespækket med Bradley Cooper og Jennifer Lawrence , og det er anden gang, de spiller forelskede.
Optagelserne fandt sted i Tjekkiet på Barrandov Studios marts 26 til maj 2012. Det tog Bier mere end 18 måneder at færdiggøre filmen, selvom der ikke var noget der skulle genindspilles eller nogle problemer i post-produktion. Bier brugte også, i samme periode, tid på at gøre reklame for en anden af hendes film Den skaldede frisør.

## Eksterne Henvisninger
- Serena på Internet Movie Database (engelsk)
- Serena på Filmdatabasen
- Serena på Scope
- Serena på AlloCiné (fransk)
- Serena på MovieMeter (nederlandsk)
- Serena på AllMovie (engelsk)
- Serenas profil hos Encyclopædia Britannica Online (engelsk)
- Serena på The Movie Database (engelsk)
- Serena på Rotten Tomatoes (engelsk)
- Serena på Metacritic (engelsk)